# 聖哈維爾 (智利)

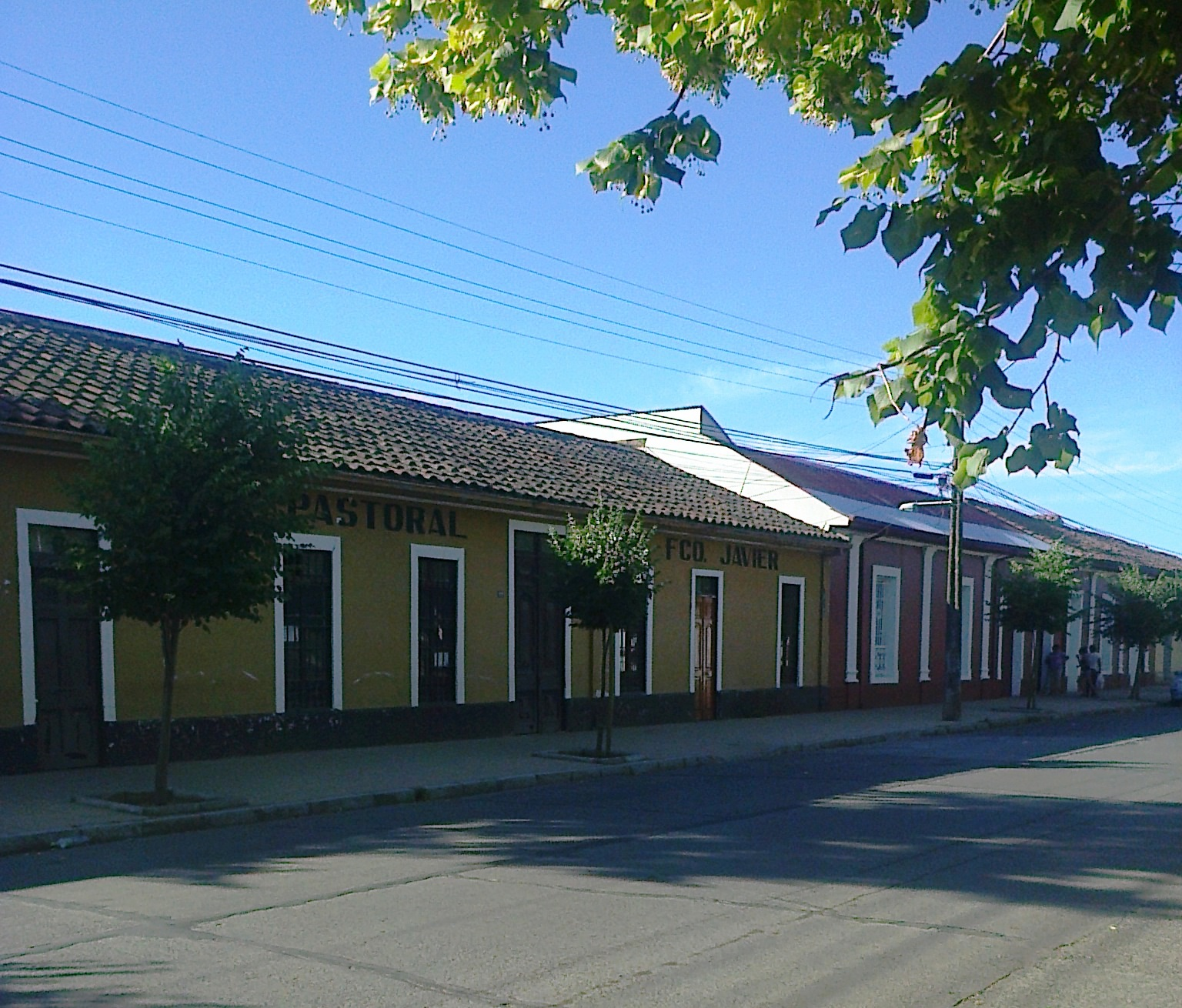

36°36′S 71°45′W / 36.600°S 71.750°W
聖哈維爾（西班牙語：San Javier de Loncomilla），是智利的城市，位於該國中部馬烏萊大區的利納雷斯省，始建於1852年11月18日，面積1,313.4平方公里，海拔高度83米，2012年人口40,189人，人口密度每平方公里31人。